# كنز دابين

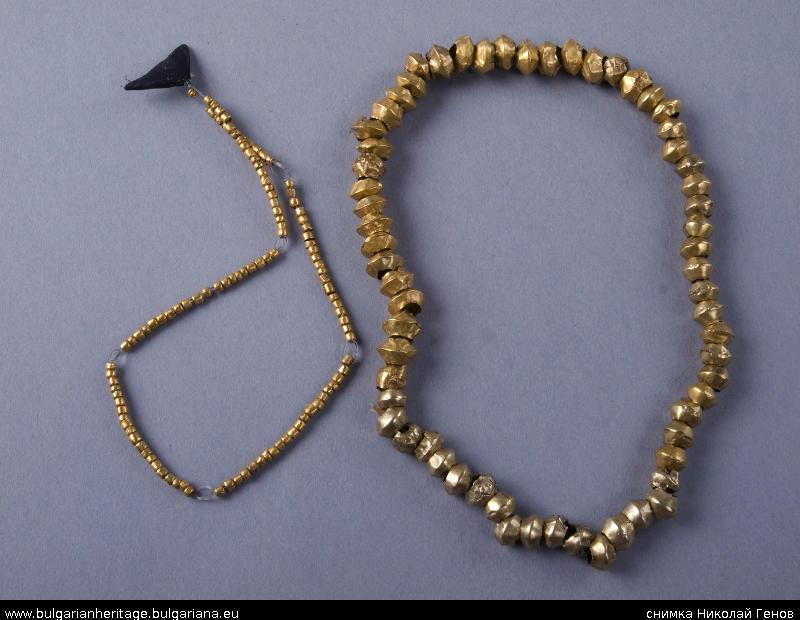
قلادة

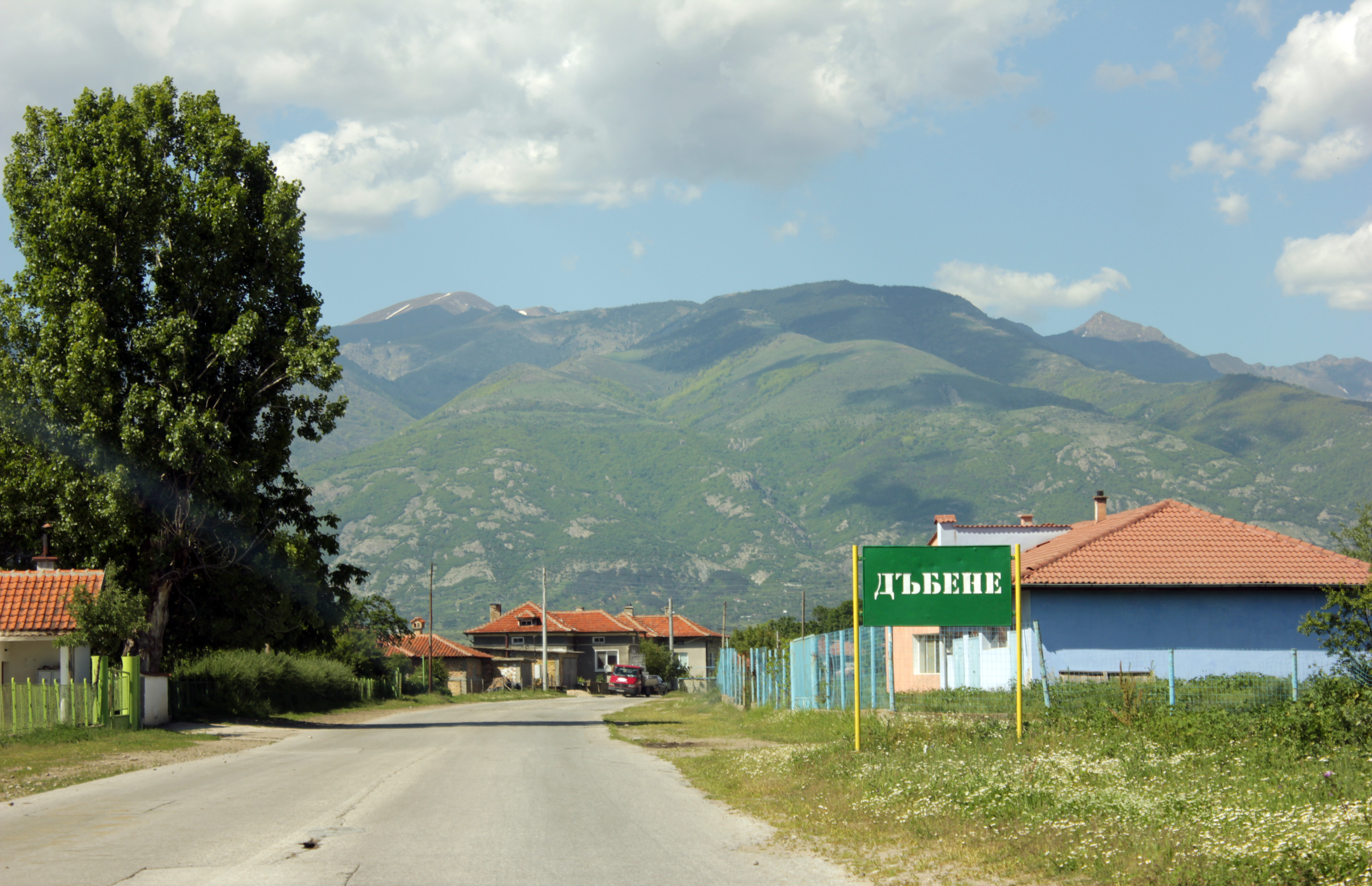
مدخل إلى دابين

كنز دابين (بالبلغارية: Дъбенското съкровище)‏ هو كنز اكتشف عام 2004 بالقرب من قرية دابيني في بلدية كارلوفو، مقاطعة بلوفديف بوسط بلغاريا. وأشرف على أعمال التنقيب عالم الآثار مارتن خريستوف. اكتشفت عناصر أخرى من الكنز في عام 2006.

## الاكتشاف
بدأت أعمال التنقيب في المنطقة بعد أن التقى اثنان من علماء الآثار من متحف التاريخ الوطني بامرأة محلية تحمل قلادة ذهبية رائعة عثر عليها زوجها أثناء حرث الأرض بجراره. ولم يكن الزوجان على علم بأصول الجوهرة وتعاونا مع علماء الآثار.

## المحتويات
يتكون الكنز بأكمله من 20 ألف قطعة من المجوهرات الذهبية من 18 إلى 23 قيراطًا. وكان أهمها خنجر مصنوع من الذهب والبلاتين ذو حافة غير عادية. يعود تاريخ الكنز إلى نهاية الألفية الثالثة قبل الميلاد. ويشير العلماء إلى أن وادي كارلوفو حيث تقع دابيني كان مركزًا رئيسًا للحرف اليدوية حيث كان يُصدّر المجوهرات الذهبية إلى جميع أنحاء أوروبا. تم التوصل إلى هذا الاستنتاج لأنه لم تُكتشف العناصر الذهبية في تل الدفن، ولا توجد بقايا عظام أو خزف، وبالتالي لم تكن العناصر هدايا دفن.
اكتشف الكنز في حالة ممتازة وعُرض في متحف التاريخ الوطني دون ترميم في 9 أغسطس 2009.
تتشابه القطع الذهبية التي عُثر عليها بتلك من آسيا الصغرى إلى أوروبا الوسطى وتظهر المستوى التقاني العالي بشكل استثنائي لأساتذة التوريات الذين عملوا لدى حاكم يعيش في التل المجاور.

## الفترة
يعود تاريخ هذه الهياكل إلى العصر البرونزي المبكر ويعود تاريخها بدقة إلى الفترة ما بين 2450 و2100 قبل الميلاد.

## روابط خارجية
- أوفتشاروف، نيكولاي. كنز دابين يأخذ العالم من خلال العاصفة في ستاندارت ، 10 ديسمبر 2005
- اكتشف خنجر ذهبي فريد من نوعه في بلغاريا، جنوب شرق أوروبا تايمز  [لغات أخرى]‏ ، 9 أغسطس 2006
- كنز الذهب من دابين. الحضارة القديمة من الألف الثالث قبل الميلاد في موقع ancient-treasure.info